# Carcamusas

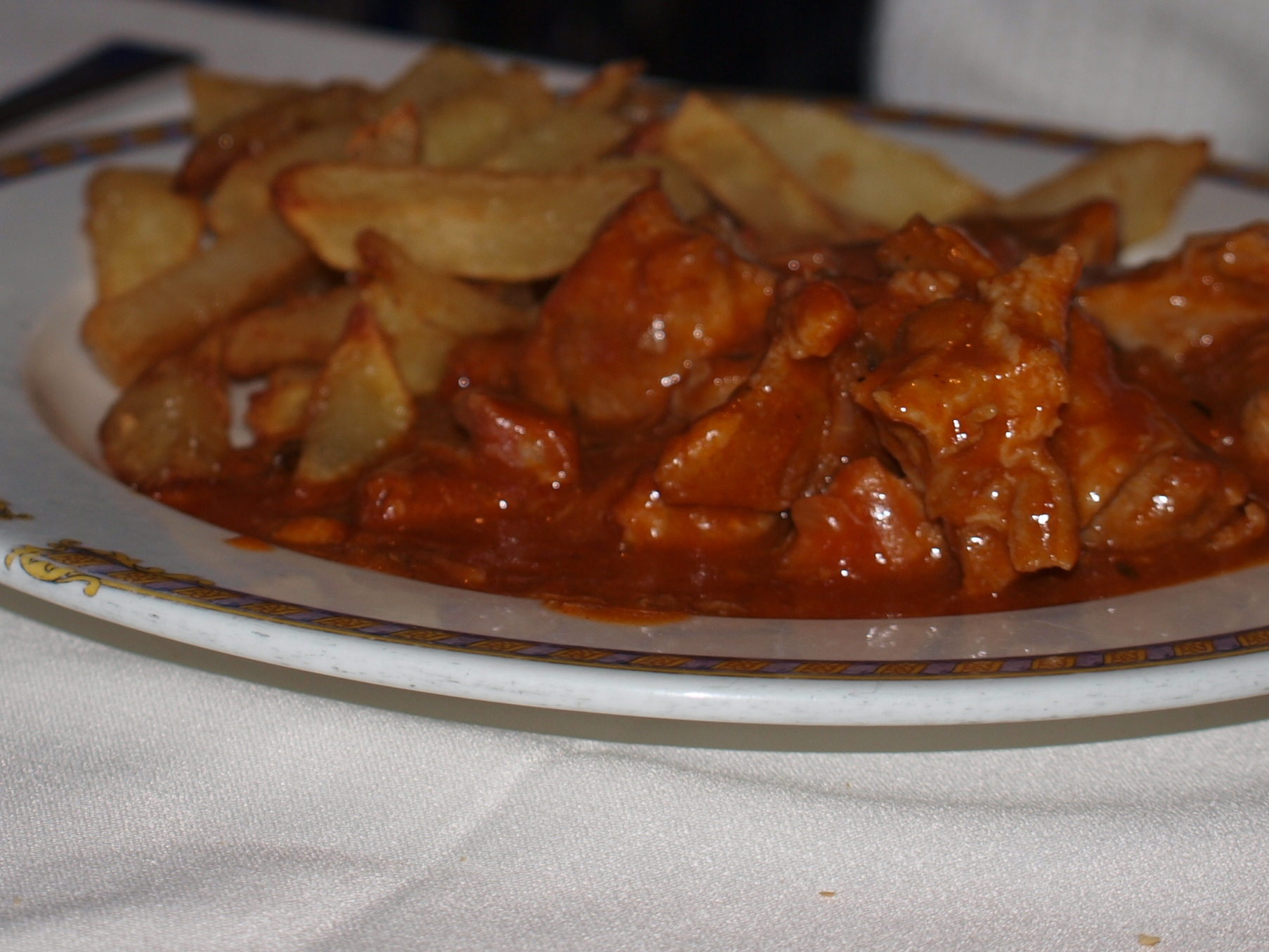
Carcamusas

Carcamusas é um prato típico da culinária da Espanha, mais concretamente da cidade de Toledo. É também conhecido como carcamusas a la toledana, nos menus dos restaurantes dessa cidade.
A receita tradicional é preparada com carne de porco, havendo no entanto variações com carne de bovino.
Para além da carne, pode incluir presunto, chouriço, tomate, cebola, pimento vermelho, vinho branco, ervilhas, azeite, pimentão doce, orégãos, açúcar, malagueta, sal e pimenta. Estes ingredientes são combinados de forma a produzir um estufado, que deve repousar durante 24 horas após a sua preparação, de forma a ficar mais apurado.
Pode ser acompanhado por batata frita

## Origem
Este prato foi criado em Toledo em meados do século XX, por José Ludeña. Diz-se que o bar que este possuía nessa cidade era frequentado por clientes masculinos com uma idade já avançada (designados localmente como os carcas) e por clientes do sexo feminino, mais jovens, que os primeiros consideravam suas musas. Como ambos os grupos apreciavam o prato, José Ludeña tê-lo-á designado como carcamusas, em sua homenagem.